# Coupe d'Italie de rugby à XV 2011-2012
Navigation
Trofeo Eccellenza 2010-2011 Trofeo Eccellenza 2012-2013
La Coupe d'Italie de rugby à XV 2011-2012 oppose les six équipes italiennes du Championnat d'Italie de rugby à XV ne disputant pas le Challenge européen. Cette compétition a été remodelée par la Fédération italienne de rugby à XV pour permettre aux clubs ne participant pas au Challenge européen de rester en activité. Ce mini-championnat est composé de deux groupes de trois équipes dont les des deux vainqueurs s'opposent à l'occasion d'une finale.
Le Rugby Calvisano remporte la compétition en battant le SS Lazio en finale sur le score de 30 à 23.

## Groupe A

### Classement
| Rang | Club            | J | V | N | D | Bo | Bd | Pm | Pe | Diff | Pts |
| ---- | --------------- | - | - | - | - | -- | -- | -- | -- | ---- | --- |
| 1    | Rugby Calvisano | 4 | 3 | 0 | 1 | 2  | 0  | 98 | 67 | +31  | 14  |
| 2    | Reggio          | 4 | 2 | 0 | 2 | 1  | 0  | 67 | 78 | -11  | 9   |
| 3    | Mogliano SSD    | 4 | 1 | 0 | 3 | 1  | 0  | 68 | 88 | -20  | 5   |

|  | Qualifié pour la finale (no 1) |

## Groupe B

### Classement
| Rang | Club           | J | V | N | D | Bo | Bd | Pm | Pe  | Diff | Pts |
| ---- | -------------- | - | - | - | - | -- | -- | -- | --- | ---- | --- |
| 1    | SS Lazio       | 4 | 3 | 0 | 1 | 3  | 0  | 93 | 47  | +46  | 15  |
| 2    | San Gregorio   | 4 | 2 | 0 | 2 | 3  | 0  | 84 | 81  | +3   | 11  |
| 3    | L'Aquila Rugby | 4 | 1 | 0 | 3 | 1  | 0  | 52 | 101 | -49  | 5   |

|  | Qualifié pour la finale (no 1) |

## Finale
| 6 avril 2012 | Calvisano | 30 – 23 (13 – 3) | SS Lazio | Stade Enrico-Chersoni, Prato 400 spectateurs Arbitre : Stefano Roscini |
| 6 avril 2012 |           |                  |          | Stade Enrico-Chersoni, Prato 400 spectateurs Arbitre : Stefano Roscini |
| 6 avril 2012 |           |                  |          | Stade Enrico-Chersoni, Prato 400 spectateurs Arbitre : Stefano Roscini |